# (1059) Mussorgskia
(1059) Mussorgskia – planetoida z pasa głównego asteroid okrążająca Słońce w ciągu 4 lat i 109 dni w średniej odległości 2,64 au. Została odkryta 19 lipca 1925 roku w Obserwatorium Simejiz na górze Koszka na Półwyspie Krymskim przez Władimira Albickiego. Nazwa planetoidy pochodzi od Modesta Musorgskiego (1839–1881), rosyjskiego kompozytora. Przed nadaniem nazwy planetoida nosiła oznaczenie tymczasowe (1059) 1925 OA.